# آکیرا نیشیتانی
آکیرا نیشیتانی (انگلیسی: Akira Nishitani؛ زادهٔ ۱۰ سپتامبر ۱۹۶۷) اهالی کسب‌وکار، و پویانما اهل ژاپن است.